# Vilfredo Pareto
Vilfredo Pareto (Paris, 15 de julho de 1848 – Céligny, 19 de agosto de 1923) foi um cientista político, sociólogo e economista italiano.

## Biografia
Wilfried Fritz Pareto nasceu na França, de pais italianos da Ligúria; sua família detinha o título de nobreza desde o início do século XVIII. Seu avô, Giovanni Benedetto Pareto, foi nomeado barão do império por Napoleão Bonaparte em 1811. Seu pai recebeu asilo em Paris devido às suas ideias republicanas e antipiemontesas. Lá se casou com Marie Méténier.
Em 1867 a família de Pareto voltou à Itália, onde este concluiu os estudos secundários clássicos e estudos científicos na Universidade Politécnica de Turim.
Durante o período de 1874 a 1892 viveu em Florença, tendo sido engenheiro ferroviário e diretor-geral das estradas de ferro italianas. Nesta época também participou da Sociedade Adam Smith em Florença e junto a esta em manifestações contra o socialismo de estado, o protecionismo e o militarismo do governo italiano. Era adepto, na época, da democracia e do liberalismo. Em 1882 foi candidato ao cargo de deputado, sem sucesso.
Em 1889 casou com Alessandra Bakunin.
Entre 1892 e 1894 publicou estudos sobre os princípios fundamentais da economia pura, entre outros pontos da teoria econômica. Em 1892, após contato com L. Walras, este o indicou para tomar seu lugar na cadeira de economia política da Universidade de Lausanne. Em 1893 assumiria o cargo.
Em 1897 executou um estudo sobre a distribuição de renda. Através deste estudo, percebeu-se que a distribuição de riqueza não se dava de maneira uniforme, havendo grande concentração de riqueza (80%) nas mãos de uma pequena parcela da população (20%).
Depois de separar-se de Alessandra Bakunin em 1901, passou a viver com Jeanne Régis em 1902.
A partir de 1907, por motivos de doença, passou a reduzir, pouco a pouco, seu trabalho como professor.
Manteve relações amistosas com Benito Mussolini, a quem conheceu quando este era um agitador socialista refugiado na Suíça e frequentou as aulas do economista. Pareto considerava Mussolini "um grande estadista" e em outubro de 1922, em telegrama enviado da Suíça, no qual escreveu "agora ou nunca", encorajou-o a lançar a Marcha sobre Roma e tomar o poder. A importância dele para o fascismo era equivalente a do Karl Marx para o socialismo científico. Em 1923 Vilfredo Pareto foi nomeado senador do Reino de Itália. Publicou então dois artigos, nos quais se aproximou do fascismo, recomendando aos adeptos desta ideologia uma atitude liberal.

## Teorias

### Economia
Pareto introduziu o conceito de ótimo de Pareto e ajudou o desenvolvimento da microeconomia com a ideia de curva de indiferença.
A partir de então, tal princípio de análise, conhecido com Lei de Pareto, tem sido estendido a outras áreas e atividades, tais como a industrial e a comercial, sendo mais amplamente aplicado a partir da segunda metade do século XX.

### Sociologia
Na sociologia, Pareto contribuiu para a elevação desta disciplina ao estatuto de ciência. Sua recusa em atribuir um caráter utilitário à ciência, mas antes apontar para sua busca pela verdade independentemente de sua utilidade, o faz distinguir como objeto da sociologia as ações não lógicas, diferentemente do objeto da economia como sendo as ações lógicas.
A utilidade é o objeto das ações, enquanto que o da ciência é a verdade ao que Pareto se propõe a estudar de forma lógica ações não lógicas, que, segundo ele, são as mais comuns entre os seres humanos. O homem para Vilfredo Pareto não é um ser racional, mas um ser que raciocina tão somente. Frequentemente este homem tenta atribuir justificativas pretensamente lógicas para suas ações ilógicas deixando-se levar pelos sentimentos.
A relação entre ciência e ação para Pareto se dá diretamente com as ações lógicas, uma vez que estas, ao se definirem pela coincidência entre a relação objetiva e subjetiva entre meios e fins (tal relação é verdadeira tanto objetivamente, constatada pelos fatos, quanto subjetivamente, presente na consciência humana, que conhece os fatos), está pautada pelo conhecimento das regularidades entre uma causa X e um efeito Y. No entanto, a ciência é limitada, ela conhece parte dos fatos e está em constante desenvolvimento, por isso, as ações baseadas nos conhecimentos produzidos por ela serem raras sendo mais frequentes as ações não lógicas, que não conhecem a verdade dos fatos, mas que são baseadas nas intuições e emoções dos indivíduos e grupos.
Há, mesmo assim, probabilidades de sucesso nestas ações: aqueles que agem motivados por um ideal podem produzir efeitos objetivos na realidade, ainda que no curso de sua ação tenham que modificá-la para adaptá-la às circunstâncias até então desconhecidas.
É preciso, no entanto, ressaltar que a ciência não pode resolver os problemas impostos pela ação. Aquela não pode indicar quais os melhores fins para esta, pode somente indicar os meios mais eficazes para atingi-los uma vez escolhidos. A ciência, portanto, não se propõe a efetuar juízos de valor a respeito das ações individuais ou da organização social, não poderá solucionar seus problemas. Poderá sim criticá-los enquanto não lógicos, ou seja, pautados numa relação falsa, não objetiva, entre meios e fins. Karl Popper o considerou o "teórico do fascismo".

## Obras
- Cours d'économie politique (1897)
- Le Marché financier italien
- Écrits sur la courbe de répartition de la richesse
- Les systèmes socialistes (1902)
- Mythes et idéologies de la politique
- Manuale di politica economica (1909)
- Marxisme et économie politique
- Trattato di sociologia (1916)
- Fatti e teorie, Florence, Vallechi (1920)
- Transformazioni della democrazia Milão, Corbaccio (1921)
- Le mythe vertuiste et la littérature immorale, Paris, Rivière (1911)